# Pieter van Laer

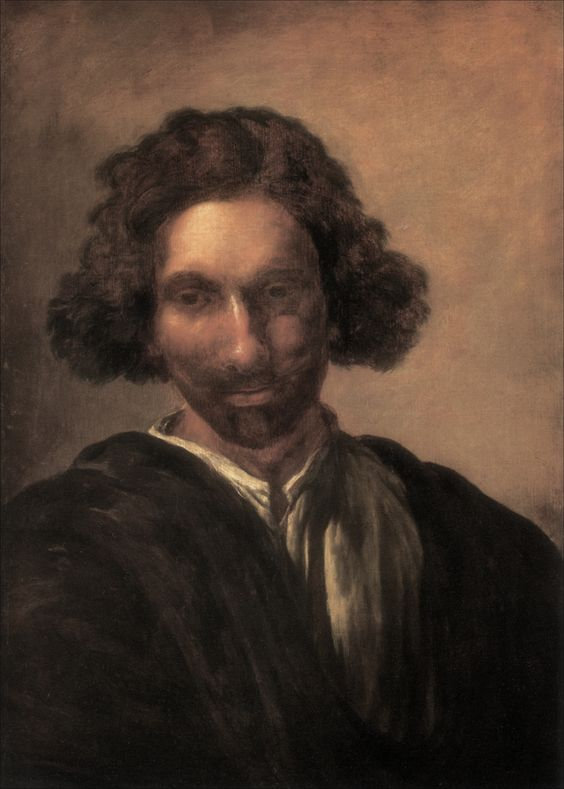
Autoritratto, 1630–1635, Firenze, Galleria degli Uffizi

Pieter van Laer, detto il Bamboccio (Haarlem, 1599 circa – Haarlem, 1642 circa), è stato un pittore olandese, attivo a Roma tra il 1625 e il 1639.

## Biografia
Bamboccio era il soprannome che gli diedero a Roma, forse per il suo viso tondo, colorito dalla frequentazione delle osterie. Fu riconosciuto come il primo ad iniziare una tendenza pittorica che dava risalto ad episodi della vita reale. I suoi seguaci, dal suo soprannome, furono detti bamboccianti.

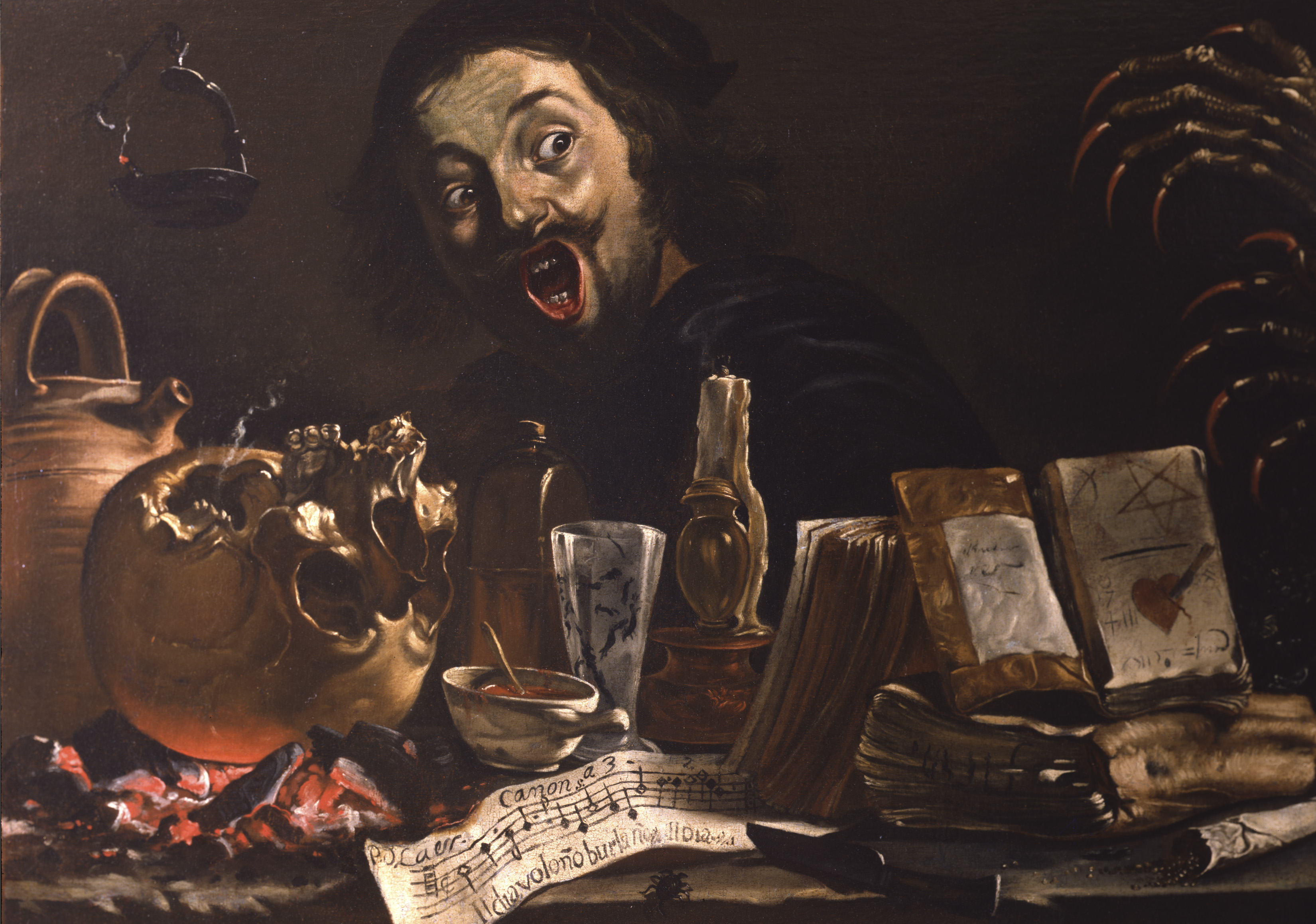
Autoritratto con scena magica, 1635–1637, New York, The Leiden Collection

Le sue opere, caratterizzate da piccole dimensioni e da spirito aneddotico, erano chiamate bambocciate. L'autore, partendo da modelli caravaggeschi, creò opere caratterizzate da un realismo narrativo e bozzettistico. Il suo più noto seguace è stato Michelangelo Cerquozzi.
Tornato in Olanda, dopo un soggiorno ad Amsterdam, si ritirò a Haarlem. Attorno al 1642 morì, probabilmente suicida.